# Silkehale
Silkehalen (Bombycilla garrulus) er en spurvefugl på størrelse med en stær, der yngler i skove i de nordlige dele af Eurasien og Nordamerika. Mange fugle forlader deres yngleområde om vinteren for at trække længere sydpå. Nogle år optræder de her invasionsagtigt i deres søgen efter bær, der udgør hovedparten af deres føde.
Silkehaler ses ret almindeligt i Danmark i vinterhalvåret, hvor de tit opdages på deres smukt klingende kald, der lyder som en lille klokke. De er meget lidt sky og forekommer ofte i byområder, hvor de især ses fouragere efter rønnebær.

## Beskrivelse
Silkehalen har en længde på 19-23 centimeter, et vingefang på 32-35,5 centimeter og vejer i gennemsnit 55 gram. Den er korthalet, hovedsagelig gråbrun med en iøjnefaldende top på hovedet. Hannen af nominatformen (B. g. garrulus) har en sort maske gennem øjet og sort strube. Bag næbbet findes et hvidt område. Bugen er kastanjefarvet, og omkring ansigtsmasken findes kanelfarvede områder. Overgumpen er grå, og halen har yderst et gult bånd, der indadtil er afgrænset af en bred sort kant. Vingerne er meget karakteristiske. Armsvingfjerene er sorte, og håndsvingfjerene har gule felter, der også ses på den lukkede vinge. Armsvingfjerene ender i lange voksrøde vedhæng. Øjnene er mørkebrune, næbbet overvejende sort og benene mørkegrå eller sorte. I flugten giver de lange vinger og korte hale fuglen en vis lighed med stæren, og dens flugt er på lignende måde hurtig og direkte. Den klatrer godt i buske og træers grene, men bevæger sig dårligt på jorden.
Hunnen ligner meget hannen, men har et smallere gult endebånd på halen, den sorte strube er utydeligere afgrænset og vingetegningerne en anelse mindre markante. Ungfugle er blegere end de voksne, med lysere underside, kun få røde vingespidser, intet sort på struben og en smallere ansigtsmaske. Sammenlignet med nominatformen er den østligt forekommende B. g. centralasiae blegere, mere grå med kun lidt rødbrunt bag næbbet. Den amerikanske underart B. g. pallidiceps er mere farvet på kinderne og forhovedet end nominatformen og i øvrigt generelt blegere.

## Udbredelse og levested
Silkehalen har en cirkumpolar udbredelse, idet den yngler i de nordlige dele af Europa, Asien og Nordamerka. I Eurasien ligger dens nordlige udbredelsesgrænse tæt på trægrænsen, omtrent ved julis 10 °C isoterm, og den yngler sydpå lokalt til cirka 51°N. De fleste fugle yngler i et område mellem 60–67°N, i Skandinavien op til 70°N. Den nordamerikanske underart yngler i kontinentets nordvestlige og nordlige centrale dele og har et udbredelsesområde, der strækker sig sydpå over grænsen til USA i Rocky Mountains.

### Underarter
Der findes tre anerkendte underarter:
- B. g. garrulus (Linnaeus, 1758), nominatformen: Yngler i det nordlige Europa fra Nordsverige mod øst til Uralbjergene.
- B. g. centralasiae (Poliakov, 1915): Yngler fra Ural østpå gennem det nordlige Asien.[7]
- B. g. pallidiceps (Reichenow, 1908): Yngler i det nordvestlige Nordamerika.[8]

## Æg og unger
Ynglehabitaten er nåleskove, oftest nær vandet. Parret bygger en kopformet rede i et træ eller en busk, ofte nær stammen. Kuldet består af 3-7 æg, der ruges af hunnen i 13-14 dage. Ungerne fodres af begge forældrefugle, først mest med insekter, men derefter især bær. De flyver fra reden efter cirka 14-16 dage.

## Billeder
- Silkehale.
- Silkehale på rede.
- Silkehale i Ontario, Canada.